# Stoner 63
Stoner 63 (відома також як XM22/E1) — система стрілецької зброї, розроблена Юджіном Стоунером. Завдяки модульності шляхом заміни деяких компонентів можна перетворювати зброю з одного класу до іншого.
Кулемет важить 4,7 кг, з боєкомплектом на 200 патронів — 7,3 кг. Кулемет випускався з двома стволами: довжина першого становила 551 мм, другого — 397 мм. Загальна довжина кулемета зі стволом 397 мм і зі знятим прикладом становить 660 мм. Ручка для перенесення відхиляється вертикально вниз або на 90° вліво. Кулемет має стандартний відкритий приціл і кріплення на ствольній коробці для оптичного або нічного прицілів.

## Історія
Юджін Стоунер був конструктором-новатором 1950-1960-х років. Зброя була розроблена у компанії «Армаліт Інк.» після того, як конструктор її покинув. Основою системи став поворотний затворний механізм, що вперше використовувався у гвинтівці AR-10, а потім у М16 (AR-15). Стоунер 63 складається з 17 модулів, які можна було збирати різними способами. Завдяки надійності та іншим перевагам система Стоунера була поставлена на виробництво на заводі «Кадилак-Гейдж». Американська морська піхота та ізраїльські спеціальні війська провели численні польові тести. Система успішно витримала усі випробування, але в масове виробництво запущена не була. Можливою причиною було те, що багатоцільова зброя-конструктор поступалася зброї, що була створена для однієї цілі. Поступово система Стоунера зникла і більше не випускається.

## У комп'ютерних іграх
«Stoner 63» з'являється в деяких іграх, наприклад, в Call of Duty: Black Ops, Battlefield: Bad Company 2 Vietnam і Metal Gear Solid 3: Snake Eater.